# Nižná Rybnica
Nižná Rybnica je obec na Slovensku. Nachází se v Košickém kraji, v okrese Sobrance. Obec má rozlohu 9 km² a leží v nadmořské výšce 118 m. V roce 2011 v obci žilo 412 obyvatel. První písemná zmínka o obci pochází z roku 1333.